# Виктория
Вижте пояснителната страница за други личности с името Виктория.
Кралица Виктория (на английски: Victoria), пълно име Александрина Виктория (на английски: Alexandrina Victoria; * 24 май 1819; † 22 януари 1901), е кралица на Обединеното кралство Великобритания и Ирландия от 20 юни 1837 г. до своята смърт. Освен кралица на Обединеното кралство, тя е първият монарх, използвал титлата императрица на Индия от 1 май 1876 г. Управлението ѝ продължава 63 години и седем месеца. През 1896 тя става най-дълго управлявалата жена-монарх в света до октомври 2016, когато кралица Елизабет II я надминава.
Виктория е дъщеря на принц Едуард, четвърти син на крал Джордж III. През 1820 г. умират и баща ѝ, и дядо ѝ и тя расте, възпитавана от майка си Виктория фон Сакс-Кобург-Заалфелд, която е с немско потекло. Наследява трона на 18-годишна възраст, след като и тримата ѝ чичовци умират, без да оставят наследници. Обединеното кралство вече е установена конституционна монархия, в която монархът има относително малка директна политическа власт. Виктория се опитва неявно да влияе върху политиката и назначенията на правителството, но с променлив успех. Министър-председатели по нейно време са лорд Мелбърн, лорд Дарби, лорд Ръсел, лорд Абърдийн, лорд Палмерстън, Бенджамин Дизраели, Уилям Гладстон, лорд Солсбъри и лорд Роузбъри. Макар и да играе малка роля в политиката, тя става олицетворение на английската нация, на Британската империя, на сдържаното и образцово поведение и личния морал. Успехът ѝ като владетел се дължи на последователно заеманите от нея роли на невинна млада жена, образцова майка и съпруга, страдаща и търпелива вдовица и матриарх на голямо семейство.
Виктория се омъжва за свой първи братовчед, принц Алберт фон Сакс-Кобург-Гота, през 1840 г. Бракът им е щастлив и техните девет деца се женят в кралски и благороднически семейства из цяла Европа, като роднинските им връзки носят на майка им прозвището „бабата на Европа“. След преждевременната смърт на Алберт през 1861 г. кралицата води затворен живот в пълен траур в продължение на години. В резултат на тази изолация временно се засилват републиканските настроения в кралството, но по-късно монархията възвръща популярността си. Празненствата по повод златния (50 години) и диамантения (60 години) юбилеи от възкачването на трона на Виктория се запомнят като големи събития.
Управлението на кралица Виктория носи името Викторианска епоха. Това е период на дълбоки обществени, икономически, военни и технологични промени в Обединеното кралство и териториална експанзия на Британската империя. Първата половина на Викторианската епоха съвпада с разцвета на Индустриалната революция, която е свързана не само с началото на масовото използване на машини, но и с промяна на цялата структура на обществото и икономиката.
Виктория е последният монарх от Хановерската династия, нейният наследник Едуард VII е вече от династията на баща си Сакс-Кобург и Гота (по-късно преименувала се на Уиндзорска).

## Младежки години
Бащата на Виктория, принц Едуард Огъстъс, херцог на Кент, е четвърти син на Джордж III. Той се жени късно, на петдесетгодишна възраст, за германката Виктория фон Сакс-Кобург-Заалфелд, вдовица на Карл фон Лайнинген. Тя е сестра на Леополд, бъдещ крал на Белгия, и също овдовял съпруг на принцеса Шарлота Августа (принцеса на Уелс), единствената дъщеря на Джордж, принц на Уелс (най-възрастният брат на Едуард Огъстъс).
Виктория, единственото дете на двойката, е родена в двореца Кенсингтън в Лондон на 24 май 1819 г. Макар и кръстена Александрина Виктория, още от своето раждане тя е известна официално като принцеса Виктория Кентска, а в семейството я наричат Дрина. Баща ѝ умира от пневмония през 1820 г., когато тя е само на осем месеца; седмица по-късно умира и дядо ѝ, крал Джордж III. Овдовялата херцогиня на Кент, която не говори добре английски и притежава дворец в Кобург, където би могла да живее с издръжката от първия си съпруг, няма много причини да остане в Англия. По това време обаче наследяването на британския престол не е много сигурно, защото тримата по-големи братя на Едуард Огъстъс: Джордж (бъдещият крал Джордж IV), Фредерик, херцог на Йорк, и Уилям, херцог на Кларънс (бъдещият крал Уилям IV), нямат деца, вече са на възраст, а Виктория е четвърта по ред в линията на наследяване на короната. Майката решава, че е по-добре да остане в Англия, където да се бори един ден дъщеря ѝ да заеме английския престол. Тя иска помощ от британското правителство за дълговете на покойния Едуард Огъстъс, но не среща голяма подкрепа. Получава обаче разрешение да заеме няколко стаи в разнебитения Кенсингтънски дворец, в който живеят и други разорени членове на кралското семейство, и там отглежда малката Виктория. Главна морална и финансова опора на херцогинята е брат ѝ Леополд, който като вдовец на принцеса Шарлота Августа получава доживотна издръжка от пет хиляди британски паунда.
През 1820 г. чичото на принцеса Виктория, Джордж, става крал Джордж IV. Въпреки че тя е вече трета в реда на наследяване на короната, отначало Виктория учи само немски, родният език на майка ѝ и на гувернантката ѝ. След като става на три години, започват да ѝ преподават английски. По-късно тя научава още италиански, гръцки, латински и френски език.
По-късно Виктория описва детството си като „доста меланхолично“. Майка ѝ е твърде властна натура и момичето е отгледано изолирано от други деца по т.нар. „Кенсигтънска система“, съставена от сложни правила и протоколи, творение на херцогинята и нейния амбициозен и властен секретар сър Джон Конрой, за когото се мълви, че е неин любовник. Херцогинята отбягва кралския двор, защото е скандализирана от незаконнородените деца на краля и, може би, предвещава появата на викториански морал, като настоява да предпази дъщеря си от всякакви прояви на неприличие. Виктория спи в една спалня с майка си, учи с частни учители и прекарва часовете за игра с куклите си и спаниела Даш.
Когато принцеса Виктория навършва единадесет, крал Джордж IV умира бездетен, оставяйки трона на своя брат Уилям. Тъй като новият крал има две деца, но те умират невръстни, младата принцеса Виктория става престолонаследничка. По това време няма специални предписания за деца-монарси и Парламентът гласува Закон за регентството (1831), според който положението на Виктория като наследник на короната е затвърдено, майка ѝ е избрана за регент, докато тя навърши пълнолетие, а тяхното материално състояние се подобрява. Ключов фактор за това решение било избирането на Леополд за крал на Белгия през юни същата година, защото не бивало да се допуска претендентката за престола да бъде финансово зависима от чуждестранен владетел.
Принцеса Виктория среща бъдещия си съпруг принц Алберт фон Сакс-Кобург и Гота, още когато е на шестнадесет години. Той е неин първи братовчед по майчина линия. Чичото на принцеса Виктория, крал Уилям IV, не одобрява връзката им, защото предпочита за съпруг на Виктория принц Александър Нидерландски, но съпротивата му не успява да разубеди Виктория, която харесва Алберт. Тогава тя е още твърде млада за женитба, но и двамата обмислят това да стане в бъдеще.

## Кралица на Англия (1837 – 1901)

### Начало на управлението
Крал Уилям IV умира на 20 юни 1837 г. на 67-годишна възраст и Виктория поема короната на кралството, което към онзи момент е Обединено кралство Великобритания и Ирландия, в лична уния с Кралство Хановер. Тъй като месец преди това младата кралица е навършила осемнадесет години, регентство не е необходимо. Не така стои въпросът обаче с Кралство Хановер, имащо общ монарх с Великобритания от 1714 г. По Салическия закон при наличието на мъжки наследник жена не може да управлява Кралство Хановер. Така тронът на Хановер се наследява от чичото на Виктория Ернст Август I. Тъй като кралицата е още неомъжена и бездетна, той става временно и престолонаследник на британската корона, докато тя роди дете.
Когато Виктория се възкачва на трона, английското правителство е контролирано от партията на вигите, която е на власт от 1830 г. Министър-председателят лорд Мелбърн става ментор и основен източник на влияние за неопитната кралица, разчитаща на неговите съвети. Коронацията е на 28 юни 1838 г. и тя е първият суверен, който се нанася да живее в Бъкингамския дворец. Тя наследява доходите от двете херцогства – Ланкастър и Корнуол, и получава цивилна листа от 385 000 лири годишно. С разумно разпореждане с финансите тя успява да изплати дълговете на баща си.
Правителството на Мелбърн не се задържа дълго поради нарастващата си непопулярност и, най-вече, поради затрудненията в управлението на колониите. В Канада назряват бунтове, а в Ямайка колониалното законодателно събрание протестира срещу британската политика, като отказва да гласува закони срещу отмяната на робството (законът за забраната му е приет през 1833 г.). През 1839 г., неспособно да се справи с тези проблеми, правителството на лорд Мелбърн подава оставка.
Кралицата натоварва Робърт Пийл от партията на торите да състави ново правителство, но е изправена пред т.нар. криза на спалнята (на английски: bedchamber question). По това време е обичайно министър-председателят да назначава членовете на кралското домакинство и най-често това се прави според партийни предпочитания. Много от дамите на спалнята на кралицата са съпруги на виги и сър Робърт Пийл иска да ги замени със съпруги на свои привърженици. Виктория силно се противопоставя на отстраняването на тези дами, които счита за свои приятелки, а не за членове на церемониална институция. Сър Робърт Пийл решава, че не може да управлява при тези обстоятелства и подава оставка, оставяйки Мелбърн да се върне на власт.

### Женитба с Алберт фон Сакс-Кобург и Гота
Макар и вече да е кралица, като неомъжена млада жена приличието изисква Виктория да живее с майка си, въпреки техните различия по „Кенсигтънската система“ и ролята на Конрой. Майка ѝ заема далечен апартамент в Бъкингамския дворец и Виктория често отказва да я среща. Младата кралица се жалва на Мелбърн от майка си, той ѝ съчувства и предлага като изход женитба, което Виктория нарича „шокираща алтернатива“.
През октомври 1839 г. Алберт пристига отново на гости в Уиндзор. Двамата са двадесетгодишни, изпитват взаимна обич и само пет дни след пристигането му кралицата му прави предложение за женитба. Бракът е сключен на 10 февруари 1840 г. в параклиса на двореца „Сейнт Джеймс“. Алберт обикновено е наричан принц-консорт, въпреки че официално получава титлата едва през 1857 г. Той става важен политически съветник и компаньон на кралицата, измествайки Мелбърн като водеща фигура в живота ѝ. Намерила нов партньор, Виктория вече не разчита на дамите-виги в двора си. Така, когато вигите на Мелбърн губят изборите през 1841 г. и са заменени от торите на Пийл, Кризата на спалнята не се повтаря. Виктория продължава да кореспондира с лорд Мелбърн, но влиянието му постепенно намалява с нарастването на това на принц Алберт. Майката на Виктория напуска двореца, но по-късно отношенията майка-дъщеря се подобряват с посредничеството на Алберт.
По време на първата бременност на Виктория 18-годишният Едуард Оксфорд се опитва да я убие, докато заедно с принц Алберт пътуват с карета в Лондон. Оксфорд стреля два пъти, но не успява да я улучи. Той е съден за държавна измяна, но е оправдан поради невменяемост. Лудостта на Оксфорд е оспорвана, възможно е просто да е търсил популярност. Според мнозина зад атентата стои чартистка конспирация, а според други той е организиран от привърженици на престолонаследника, краля на Хановер. Тези конспиративни теории предизвикват вълна от патриотизъм и лоялност из цялата страна.
Опитът за убийство не оказва въздействие върху здравето или бременността на кралицата. Първото дете на кралската двойка, наречено Виктория, е родено на 21 ноември 1840 г. Кралицата мрази бременността и се отвращава от кърменето, а новородените според нея са грозни. Въпреки това от щастливия брак на Виктория и принц Алберт се раждат още осем деца: Алберт Едуард, принц на Уелс (1841), Алис (1843), Алфред (1844), Хелена (1846), Луиз (1848), Артър (1850), Леополд (1853) и Беатрис (1857).

### 1842 – 1860
На 13 юни 1842 г. Виктория прави първото си пътуване с влак, изминавайки разстоянието от Слау (близо до замъка Уиндзор) до Падингтън в Лондон със специален кралски вагон, предоставен от Голямата западна железница. Заедно с нея са съпругът ѝ, принц Алберт и инженерът на Голямата западна железница Айзъмбард Кингдъм Брунел. Преди това, на 29 май, Джон Френсис, най-вероятно търсещ известност, насочва пистолет срещу нея, но не успява да стреля. На следващия ден той отново се опитва да стреля по нея, но не улучва. Той е осъден за измяна, но смъртната му присъда е заменена с доживотна каторга. Според принц Алберт тези опити са окуражени от оправдаването на Оксфорд през 1840 г. На 3 юли, дни след присъдата срещу Френсис, друго момче, Джон Уилям Бийн, се опитва да стреля по кралицата. Въпреки че оръжието му е заредено само с хартия и тютюн, престъплението му подлежи на смъртна присъда. Според принц Алберт такова наказание е твърде тежко, и окуражава Парламента да приеме закон, според който насочването на оръжие срещу кралицата, удрянето ѝ, хвърлянето на предмет по нея или демонстрирането на оръжие в нейно присъствие с цел да бъде сплашена, се наказват със седем години затвор и бой с камшик. Така Бийн е осъден на осемнадесет месеца затвор. Нито той, нито други, нарушавали закона по-късно, не са наказвани с бой.
През 1845 г. картофената реколта в Ирландия е унищожена от болест и настъпва Големият картофен глад. В следващите четири години умират над 1 милион ирландци и още толкова емигрират от страната. Кралицата дарява в помощ на гладуващите 2000 лири, най-голямото индивидуално дарение.
През 1846 г. правителството на Пийл се изправя пред криза, свързана с отмяната на Житните закони. Много тори (известни вече като консерватори) се противопоставят на отмяната, но някои от тях (пийлитите), както и повечето виги, я подкрепят. Пийл се оттегля, след като отмяната е гласувана с малко мнозинство, и е заменен от лорд Джон Ръсел. Неговото правителство, макар и съставено от виги, не се харесва на кралицата. Особено неприятен за Виктория е външният министър лорд Палмерстън, който често действа без консултации с кабинета, министър-председателя или кралицата. През 1849 г. Виктория подава оплакване до Ръсел, твърдейки, че Палмерстън е изпратил официални съобщения до чужди лидери без нейно знание. Тя повтаря протеста си през 1850 г., но без успех. Едва през 1851 г. лорд Палмерстън е отстранен от служба. В този случай той без консултации с министър-председателя обявява подкрепата на британското правителство за държавния преврат във Франция, извършен от Наполеон III.
Периодът, в който Ръсел е министър-председател, се оказва и лично неуспешен за кралица Виктория. През 1849 г. Уилям Хамилтън, безработен и недоволен ирландец, стреля със зареден с барут пистолет в присъствието на кралицата. Той е съден по закона от 1842 г., признава се за виновен и получава максимална присъда от 7 години каторга. През 1850 г. кралицата е ранена от, може би, лудия бивш офицер Робърт Пейт. Докато пътува с карета, Пейт замахва с бастуна си и успява да я удари, смачквайки бонето ѝ. Пейт е съден, не успява да докаже своята невменяемост и получава същата присъда като Хамилтън.
В международен план Виктория е силно заинтересована от подобряване на отношенията с Франция. Тя разменя визити с представители на Орлеанската династия, които са свързани с Кобургите чрез бракове. През 1843 и 1845 г. тя и Алберт посещават крал Луи Филип в замъка му в Нормандия, като така става първият (от времето на Хенри VIII) английски монарх, посетил френски крал. Когато Луи Филип връща визитата през 1844 г., той е първият френски крал, посетил английски суверен. След свалянето на монархията чрез революциите от 1848 г. той намира убежище в Англия. В разгара на страха от революция в Англия през април 1848 г. британското кралско семейство напуска Лондон и живее в по-безопасната Осбърн хаус, частно имение на остров Уайт, закупено и преустроено от тях през 1845 г. Демонстрациите на чартистите и ирландските националисти обаче не получават значителна подкрепа и Англия остава сравнително спокойна. Първото посещение на Виктория в Ирландия през 1849 г. е успешно, но няма някакъв особен ефект върху ирландския национализъм.
През 1851 г. се провежда Голямото изложение – първото световно изложение. Организирано от принц Алберт, то е официално открито от кралицата на 1 май 1851 г. Въпреки страховете на мнозина, начинанието жъне успех и приходите от него са използвани за създаването на редица музеи в лондонския район Южен Кенсингтън; сред тях е и музеят, наречен по-късно Музей Виктория и Алберт.
Правителството на Ръсел пада през 1852 г., когато министър-председател става консерваторът лорд Дарби. Дарби не остава дълго на власт, тъй като партията му не успява да запази мнозинство в Парламента. Той подава оставка след по-малко от година. Виктория вече няма търпение да приключи този период на слаби кабинети. И кралицата, и съпругът ѝ енергично насърчават създаването на коалиция между виги и пийлити. В крайна сметка е съставено такова правителство, водено от пийлита лорд Абърдийн.
Един от най-значимите актове на новото правителство е включването на Обединеното кралство в Кримската война през 1854 г. на страната на Османската империя срещу Русия. Точно преди влизането на Великобритания във войната плъзват слухове, че кралицата и принц Алберт предпочитат страната на руснаците, които намаляват популярността на кралската двойка. Въпреки това Виктория публично обявява недвусмислена подкрепа за войските. След края на войната тя създава кръста Виктория, награда за храброст.
През април 1855 г. Наполеон III, най-близък английски съюзник от Кримската война, посещава Лондон, а през август 1855 г. Виктория и Алберт връщат визитата и посещават Световното изложение в Париж.
Тъй като действията му по време на войната се критикуват от мнозина, Абърдийн се оттегля през 1855 г. и е заменен от Палмерстън, с когото кралицата трябва да се примири. Палмерстън също е отстранен през 1857 г. поради непопулярно поведение във Втората опиумна война. Той е заместен от лорд Дарби. Сред забележителните събития от управлението на Дарби е Сипайският метеж срещу управлението на Британската източноиндийска компания в Индия. След потушаването на бунта Индия е поставена под прякото управление на короната, макар че титлата императрица на Индия е въведена по-късно. Вторият кабинет на Дарби не се задържа повече от първия. Той пада през 1859 г. и Палмерстън се връща на власт.

### Вдовство
През март 1861 г. умира майката на Виктория. Преглеждайки книжата ѝ, кралицата разбира, че майка ѝ я е обичала силно. За да утеши съпругата си в нейната силна скръб, Алберт поема голяма част от задълженията ѝ, макар той самият да не се чувства добре. През август двамата правят визита в Ирландия, където големият им син е на военни маневри край Дъблин. През ноември до ушите на Алберт достигат сплетни за ирландска авантюра на принца на Уелс с артистка. Ужасен, Алберт заминава за Кеймбридж, за да му търси сметка. В началото на декември здравето на Алберт се влошава. Поставена му е диагноза коремен тиф и той умира на 14 декември 1861 г. Виктория е отчаяна и хвърля вината за случилото се върху сина си. Тя започва дълъг траур, продължава да носи черно до края на живота си, избягва публични прояви и рядко стъпва в Лондон през следващите години, което ѝ спечелва прякора вдовицата от Уиндзор.
Самоизолацията на Виктория силно намалява популярността на монархията и дори окуражава засилването на републиканското движение. Въпреки че изпълнява официалните си задължения, тя не участва активно в управлението, оставайки уединена в кралските си резиденции в Уиндзор, остров Уайт и Балморал. През 60-те години тя започва да разчита все повече на своя шотландски слуга Джон Браун. Въпреки твърденията за романтична връзка или дори таен брак между двамата, те никога не са решително доказани. Слуховете за това донасят на Виктория прякора госпожа Браун.
Междувременно правителството на Палмерстън енергично се противопоставя на призивите за избирателна реформа, но през 1865 г. той умира. Наследен е за кратко от Ръсел, а след това от Дарби и вече при неговото управление Парламентът гласува Актът за реформа от 1867 г., а Виктория го подкрепя. Това е един от най-важните британски закони на 19 век, даващ избирателно право на част от работещото мъжко население в градовете и по този начин удвояващ броя на избирателите. Кралицата не подкрепя обаче призивите за даване на избирателни права на жените.

### 1870 – 1886
През 1868 г. на власт идва човекът, оказал се любимият министър-председател на Виктория, консерваторът Бенджамин Дизраели. Правителството му обаче издържа само няколко месеца и той е заменен от Уилям Гладстон, член на Либералната партия, както става известна коалицията на виги и пийлити. През цялата си кариера Гладстон е известен като противник, както на Виктория, така и на Дизраели. Кралицата веднъж отбелязва, че той се обръща към нея като че ли е на митинг. Тя не харесва Гладстон, нито неговата политика, а в същото време се възхищава от Дизраели. При правителството на Дизраели, в началото на 1870-те, кралицата започва постепенно да излиза от постоянния си траур и изолация и с подкрепата на своето семейство да става по-активна.
Републиканските чувства в Англия се подхранват с установяването на Третата френска република. Републикански митинг на площад Трафалгар дори иска премахването на Виктория, а радикални депутати говорят против нея. През август и септември 1871 г. тя заболява сериозно от абсцес на ръката, който е опериран с помощта на нов антисептик карболова киселина. В края на ноември 1871 г., в разгара на републиканските настроения, принцът на Уелс заболява от коремен тиф, същата болест, която убива баща му, и Виктория се опасява, че и той ще умре. За всеобща радост той оцелява и това води до нарастване на неговата популярност и подобряване на отношенията с майка му. Републиканските настроения постепенно отшумяват.
През 1872 г. Виктория претърпява шестия си инцидент с оръжие. Докато тя слиза от каретата, 17-годишният ирландец Артър О'Конър се втурва срещу нея с пистолет в едната ръка и петиция за освобождаване на ирландски затворници в другата. Пистолетът не е зареден. Намерението на младежа вероятно е да принуди Виктория да приеме петицията. Джон Браун, намиращ се до нея, събаря момчето на земята, преди тя да успее да види пистолета. Той е награден със златен медал за смелостта си. О'Конър е осъден на каторга и телесно наказание според закона от 1842 г., но Виктория отменя втората част от присъдата. След инцидента нейната популярност нараства.
Дизраели се връща на власт през 1874 г., когато мнозина в страната са обхванати от империалистически чувства, включително самият той и кралицата. През 1876 г., окуражена от Дизраели, кралицата приема титлата императрица на Индия, официално призната с Акта за кралските титли. На свой ред Виктория възнаграждава министър-председателя с титлата граф на Биконсфилд.
На 14 декември 1878 г., годишнината от смъртта на Алберт, в Дармщат от дифтерия умира втората дъщеря на Виктория, Алис. Кралицата нарича съвпадението в датите „почти невероятно и много мистериозно“. През май 1879 г. тя навършва 60 години и за първи път става баба.
По време на Руско-турската война между април 1877 и февруари 1878 г. тя за пети пъти заплашва Дизраели с абдикация, като го подтиква да действа срещу Русия, но заплахите ѝ не се отразяват нито на хода на войната, нито на сключения след това Берлински договор. Експанзионистичната външна политика на Дизраели, която кралицата одобрява, води до конфликти като Англо-зулуската война и втората Англо-афганистанска война. Според Виктория разширението на Британската империя е облагородяващо и цивилизоващо и предпазва местното население от по-агресивното управление на жестоки владетели.
На общите избори през 1880 г. печелят либералите. Гладстон не ръководи Либералната партия от четири години и кралицата натоварва нейния лидер в Камарата на общините Спенсър Кавендиш, маркиз на Хартингтън, да състави правителство. Той отказва с аргумента, че не може да има либерално правителство без Гладстон и че няма да служи под ничие друго ръководство. Кралицата няма голям избор и назначава Гладстон за министър-председател.
Последното от покушенията срещу живота на Виктория става през 1882 г. Един луд шотландец, Родърик Маклийн, стреля по кралицата в каретата, но не улучва. След 1842 г. всеки нападател на кралицата е съден за дребно провинение с присъда до седем години, но Маклийн е съден за държавна измяна, наказуема със смърт. Той е оправдан поради невменяемост и е изпратен в лудница. Виктория показва силно раздразнение от присъдата „невинен, но луд“ и на следващата година насърчава въвеждането на присъда „виновен, но луд“.
Конфликтите на Виктория с Гладстон продължават и през следващите години. Тя е принудена да приеме предлаганите от него избирателни реформи, включително Акта за представителство на народа от 1884 г., който значително увеличава броя на избирателите. Правителството на Гладстон пада през 1885 г. и е заменено от кабинет на консерватора лорд Солсбъри. Гладстон се връща на власт през 1886 г. и предлага Законопроект за ирландско самоуправление, който дава на Ирландия отделно законодателно събрание. Виктория се противопоставя на закона, който според нея подкопава Британската империя. Когато законопроектът е отхвърлен от Камарата на представителите, Гладстон подава оставка и това позволява Солсбъри да се върне като министър-председател.

### Последни години
През 1887 г. Обединеното кралство празнува златния юбилей на Виктория. Тя отбелязва 20 юни 1887 г., петдесетата годишнина от възкачването си на трона, с банкет, на който са поканени петдесет европейски крале и принцове. На следващия ден тя участва в процесия, която по думите на Марк Твен „се простираше, докъдето поглед стига, в двете посоки“. По това време Виктория е извънредно популярен монарх. Скандалът с предпологаемата връзка със слугата ѝ затихва след смъртта на Джон Браун през 1883 г., което дава възможност кралицата да бъде възприемана като символ на висок морал.
Виктория е принудена още веднъж да изтърпи правителство на Уилям Гладстон през 1892 г. След провала на последния му Законопроект за ирландско самоуправление той се оттегля през 1894 г., за да бъде заменен от либерала-империалист лорд Роузбъри. През 1895 г. Роузбъри е заменен от Солсбъри, който остава на поста до края на управлението на Виктория.
Към септември 1896 г. Виктория вече е управлявала повече от всеки друг английски, шотландски или британски монарх. По нейно искане всички публични тържества са отложени до 1897 г., диамантения юбилей на кралицата. Министърът на колониите Джоузеф Чембърлейн предлага юбилеят да бъде превърнат във фестивал на Британската империя. Заради това са поканени министър-председателите на всички самоуправляващи се колонии заедно с техните семейства. Процесията, в която участва и кралицата, включва войскови части от всяка британска колония или владение, както и войници, изпратени от индийските принцове, подчинени на Виктория като императрица на Индия. Празненствата на диамантения юбилей са повод за силни прояви на привързаност към седемдесетгодишната кралица, която вече е прикована към инвалидна количка.
През последните години на Виктория Обединеното кралство е въвлечено в Англо-бурската война, която получава ентусиазираната подкрепа на кралицата. Личният ѝ живот е свързан с много трагедии, включително смъртта на сина ѝ, Алфред, фаталното заболяване на дъщеря ѝ, императрицата на Германия, и смъртта на двама от внуците ѝ. Последната ѝ публична церемония е през 1899 г., когато поставя основния камък на музей на изящните изкуства, станал по-късно известен като Музей Виктория и Алберт.
Следвайки навика, придобит след овдовяването си, Виктория прекарва Коледа на 1900 г. във вилата Осбърн хаус на остров Уайт, проектирана от принц Алберт. Тя умира там на 22 януари 1901 г., след като е управлявала 63 години, 7 месеца и 2 дни – повече от всеки друг британски монарх дотогава. Погребението ѝ се провежда на 2 февруари. След двудневно поклонение тя е погребана в Мавзолея Фрогмор (Уиндзор) до своя съпруг.
Виктория е наследена на трона от своя син, който управлява като Едуард VII. Смъртта на кралицата прекъсва управлението на Хановерската династия в Обединеното кралство. Едуард VII, също като баща си, принц Алберт, принадлежи към династията Сакс-Кобург и Гота. Синът и наследник на Едуард VII, Джордж V, променя името на династията на Уиндзор по време на Първата световна война, тъй като Сакс-Кобург и Гота звучи твърде германско – това е един от ранните примери за политическа коректност.

## Наследство
Осем от деветте деца на Виктория се женят за членове на европейски кралски семейства, а шестото, принцеса Луиза – за шотландски херцог. Много от останалите ѝ наследници също се женят в кралските фамилии на Европа, спечелвайки на Виктория името бабата на Европа. Към 2004 г. европейските действащи и бивши монарси, потомци на Виктория, са: кралицата на Обединеното кралство, кралят на Норвегия, кралят на Швеция, кралицата на Дания, кралят на Испания, бившият крал на Гърция и бившият крал на Румъния.
На името на Виктория са наречени различни места по света: Виктория – щат в Австралия, Виктория – столицата на Британска Колумбия и Риджайна – столицата на Саскачеван в Канада, Порт Виктория – столицата на Сейшелските острови, Виктория – най-голямото езеро в Африка и Виктория – най-големият в света водопад с непрекъсната водна завеса.
Кралица Виктория изживява период на непопулярност в първите години на вдовството си, но през 1880-те и 1890-те става изключително харесвана. През 2002 г. Би Би Си провежда анкета за определяне на 100 най-велики британци и Виктория е поставена на осемнадесето място.
Нововъведенията на Викторианската епоха включват още пощенските марки, на първата от които, Черното пени (Penny Black) от 1840 г., е изобразен портрет на кралицата, както и железниците.

## Потомство
| Име                                                           | Дата на раждане | Смърт            | Бележки                                                                         |
| ------------------------------------------------------------- | --------------- | ---------------- | ------------------------------------------------------------------------------- |
| Принцеса Виктория                                             | 21 ноември 1840 | 5 август 1901    | омъжена през 1858 за Фридрих III, германски император и крал на Прусия          |
| Крал Едуард VII                                               | 9 ноември 1841  | 6 май 1910       | женен през 1863 за принцеса Александра Датска                                   |
| Принцеса Алиса                                                | 25 април 1843   | 14 декември 1878 | омъжена през 1862 за Лудвиг IV, велик херцог на Хесен                           |
| Принц Алфред, херцог на Сакс-Кобург-Гота и херцог на Единбург | 6 август 1844   | 31 юли 1900      | женен през 1874 за великата княгиня Мария Александровна                         |
| Принцеса Хелена                                               | 25 май 1846     | 9 юни 1923       | омъжена през 1866 за принц Кристиан фон Шлезвиг-Холщайн-Зондербург-Августенбург |
| Принцеса Луиза                                                | 18 март 1848    | 3 декември 1939  | омъжена през 1871 за Джон Дъглас Съдърланд Кембъл, 9-и херцог на Аргайл         |
| Принц Артър (херцог на Конот и Стратърн)                      | 1 май 1850      | 16 януари 1942   | женен през 1879 за принцеса Луиза Маргарита Пруска                              |
| Леополд, херцог Олбани                                        | 7 април 1853    | 28 март 1884     | женен през 1882 за принцеса Хелена фон Валдек                                   |
| Принцеса Беатрис                                              | 14 април 1857   | 26 октомври 1944 | омъжена през 1885 за принц Хайнрих фон Батенберг                                |